# Матлала, Джейкоб
Джейкоб Матлала (англ. Jacob Matlala; 1 августа 1962, Йоханнесбург — 7 декабря 2013, там же) — южноафриканский боксёр, представитель наилегчайших весовых категорий. Боксировал на профессиональном уровне в период 1980—2002 годов, владел титулами чемпиона мира по версии Всемирной боксёрской организации (WBO).

## Биография
Джейкоб Матлала родился 1 августа 1962 года в пригороде Йоханнесбурга, Южная Африка.
Дебютировал в боксе на профессиональном уровне в феврале 1980 года. Выигрывал большинство своих поединков, в 1982 году завоевал титул чемпиона провинции Трансвааль в первой наилегчайшей весовой категории, а в 1983 году стал чемпионом ЮАР среди профессионалов. Несколько раз защитил полученные чемпионские пояса, но затем лишился их и безуспешно пытался вернуть.
Наконец, в октябре 1990 года Матлала вернул себе титул чемпиона ЮАР. Благодаря череде удачных выступлений в 1991 году он удостоился права оспорить титул чемпиона мира в наилегчайшем весе по версии Международной боксёрской федерации (IBF) — отправился в Великобританию и встретился с местным чемпионом Дейвом Маколи (17-2-2), но проиграл нокаутом в десятом раунде.
В мае 1993 года Матлала вновь побывал в Великобритании, где предпринял попытку заполучить титул чемпиона мира в наилегчайшем весе по версии Всемирной боксёрской организации (WBO) — на сей раз ему удалось выиграть у действующего чемпиона Пэта Клинтона (20-1) техническим нокаутом и забрать чемпионский пояс себе. При росте в 147 см его называли самым низкорослым чемпионом мира за всю историю бокса.
Матлала три раза защитил титул. Лишился его в рамках четвёртой защиты в феврале 1995 года, потерпев поражение техническим нокаутом от мексиканца Альберто Хименеса (27-3-2).
Спустившись в первый наилегчайший вес, в том же 1995 году Джейкоб Матлала вновь стал чемпионом мира WBO, выиграв техническим решением у шотландца Пола Уира (10-1). Дважды защитил этот титул, в том числе вновь взял верх над Уиром.
В июле 1997 года завоевал титул чемпиона мира в первом наилегчайшем весе по версии Международной боксёрской ассоциации (IBA), выиграв техническим нокаутом у американца Майкла Карбахаля (45-3). Провёл три успешные защиты.
В феврале 2000 года попытался вернуть себе ставший вакантным титул WBO, однако уступил по очкам непобеждённому соотечественнику Масибулеле Макепуле (16-0).
Оставаясь действующим профессиональным боксёром, в период 2001—2002 годов являлся обладателем титула чемпиона мира по версии Всемирного боксёрского союза (WBU). По завершении спортивной карьеры подарил этот чемпионский пояс Нельсону Манделе.
В общей сложности провёл на профи-ринге 68 боёв, из них 53 выиграл (в том числе 26 досрочно), 13 проиграл, тогда как в двух случаях была зафиксирована ничья.
Матлала занял 72 место в голосовании «100 величайших южноафриканцев», организованном в 2004 году телерадиокомпанией SABC.
Умер 7 декабря 2013 года от осложнений, вызванных пневмонией.